# Klimaatkast (testen)

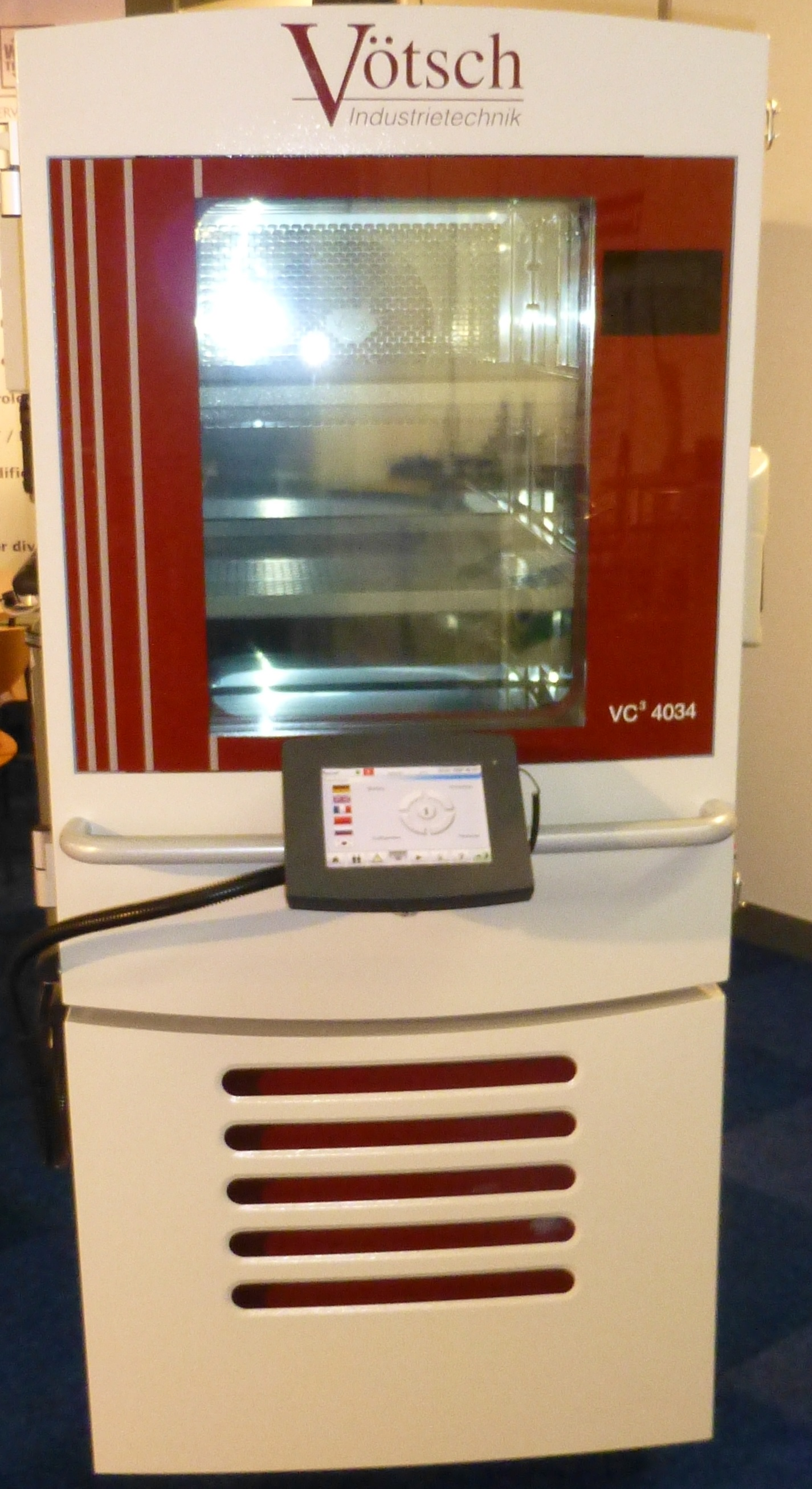
Een klimaatkast voor klimaattesten

Een klimaatkast wordt gebruikt voor het simuleren van klimaat, ook wel klimaatsimulatie genoemd. Een klimaatkast is ontworpen om kleinere voorwerpen te testen op de invloed van het klimaat. Veel gebruikers noemen de klimaatkast ook wel een klimaatkamer. Een klimaatkamer is eigenlijk een grote klimaatkast waar men in kan staan.

## Soorten klimaatkasten
Er zijn verschillende typen klimaatkasten:
- Temperatuurkast
- Temperatuurwisselkast
- Temperatuurshockkast
- Temperatuur en vocht
- Corrosietestkast (zoutnevel)
- Klimaatkast met shaker
- Trekproefkast
- Plantengroeikast
- Klimaatkamer

Een temperatuurkast is een klimaatkast waarin enkel de temperatuur gereguleerd wordt. Testen die uitgevoerd worden vinden veelal plaats tussen de −70 °C en de 180 °C. De te testen producten liggen vaak voor langere tijd (meer dan 2000 uur) aan één stuk op dezelfde temperatuur in een temperatuurkast. Indien de test vraagt om een (met regelmaat) wisselende temperatuur kan een standaard temperatuurkast al voldoen, echter als de temperatuur snel en gecontroleerd moet wisselen is een temperatuur wisselkast een betere optie.
Een temperatuurwisselkast is een klimaatkast waarbij de temperatuur relatief snel kan wisselen. Deze is dan ook ontworpen om een temperatuurcyclus te doorlopen waarbij met enige regelmaat de temperatuur wisselt. Er zijn temperatuurwisselkasten die 15 °C per minuut kunnen verwarmen en koelen. Dit type kasten wordt vaak verwisseld met de temperatuurshockkast die een andere functie heeft.
Een temperatuurshockkast werkt met twee compartimenten: een warm en een koud compartiment. Middels een lift of schuifsysteem wordt het product van het warme naar het koude compartiment gebracht, en andersom. Eén verplaatsing moet doorgaans binnen 10 s plaatsvinden. Hierdoor kan een testproduct een tempshock krijgen van bijvoorbeeld 200 °C.
De temperatuur-en-vochtkast is eigenlijk de “traditionele” klimaatkast. In deze klimaatkast wordt zowel de temperatuur als de relatieve vochtigheid zeer nauwkeurig gestuurd. In de klimaatkast kan men kiezen om een testproduct voor langere tijd op een vaste temperatuur en/of vochtigheid te houden, of de temperatuur en/of het vochtigheid te laten variëren over tijd. Klimaatkasten hebben vaak een temperatuurbereik tussen de −70° en 180 °C. Vocht is doorgaans te regelen tussen de 10% en 95%, bij een temperatuur van 10 °C tot 99 °C.
Een corrosietestkast gebruikt men om de corrosiebestendigheid van een product te bepalen. In de kast wordt een mengsel van water en zout (zoutnevel) gedurende lange tijd over de testproducten gespoten. Door de zwaar corrosieve omgeving kan er een versneld corroderend effect ontstaan op de testproducten. Deze test vindt meestal plaats bij omgevingstemperatuur. Er bestaan ook mogelijkheden om corrosietesten met temperatuurwisseling toe te passen.
Een klimaatkast met shaker is een klimaatkast welk door zijn bijzondere constructie over een shaker geplaatst kan worden. Door de combinatie van klimaat en de schokken van de schaker kan “normaal” gebruik van een product gesimuleerd worden. Een combinatie van klimaat met shaken geeft doorgaans een goed beeld van de betrouwbaarheid van een product en de te verwachten levensduur.

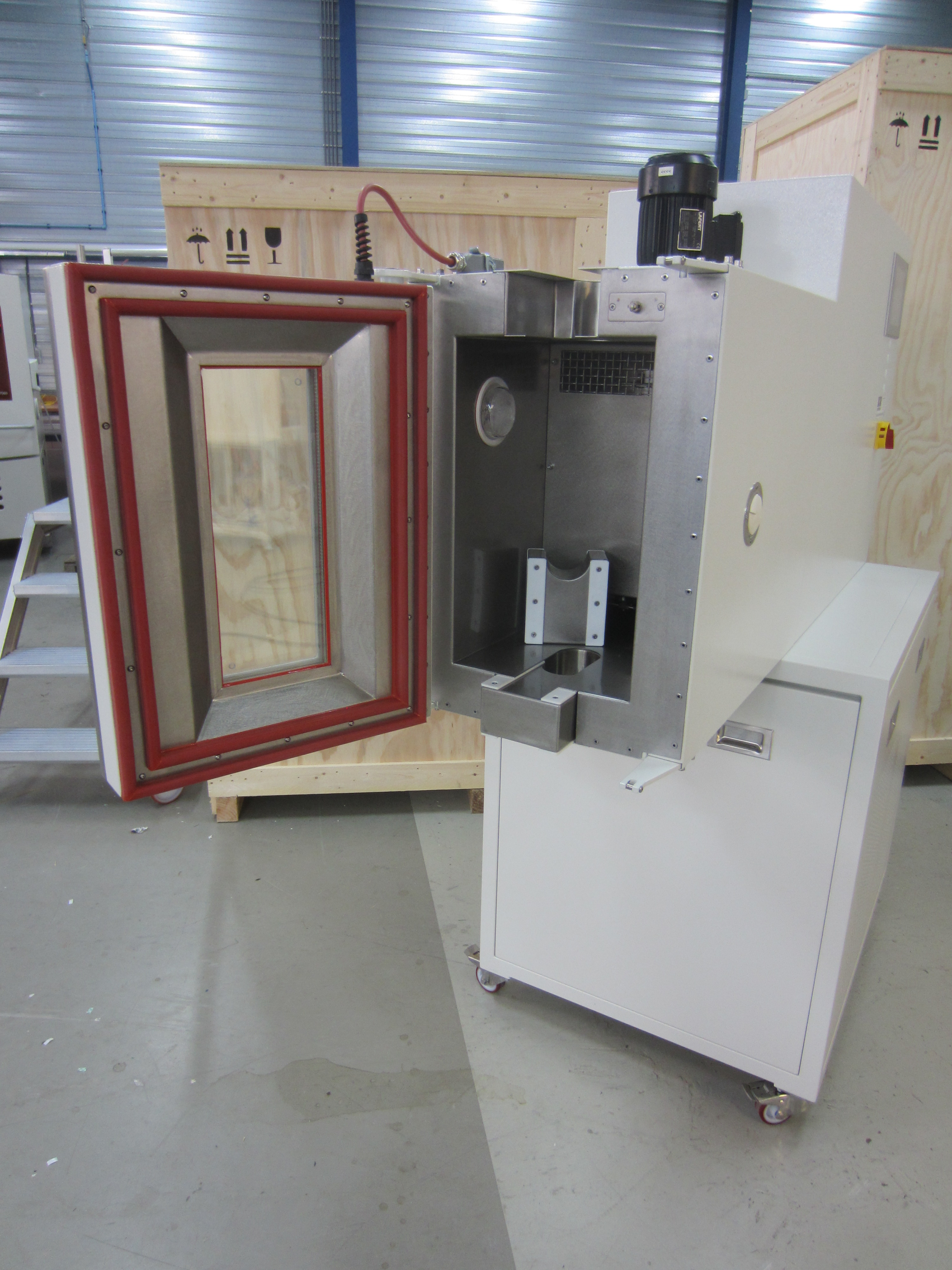
Trekproefkast zonder trekproefopstelling

Een trekproefkast is een klimaatkast welke speciaal om een trekbankopstelling geplaatst kan worden. De combinatie van klimaat en de trekbank geeft productontwikkelaars inzicht in de eigenschappen van het materiaal bij verschillende condities.
Plantengroeikasten zijn speciale klimaatkasten waarin temperatuur en vochtigheid gereguleerd worden. Speciale lichtbakken zorgen voor een juiste lichtverdeling boven elke bak met planten.
Dergelijke kasten worden tegenwoordig niet alleen gebruikt voor ontwikkeling van nieuwe plantenrassen, maar ook voor “city farming”.

## Klimaatkamer

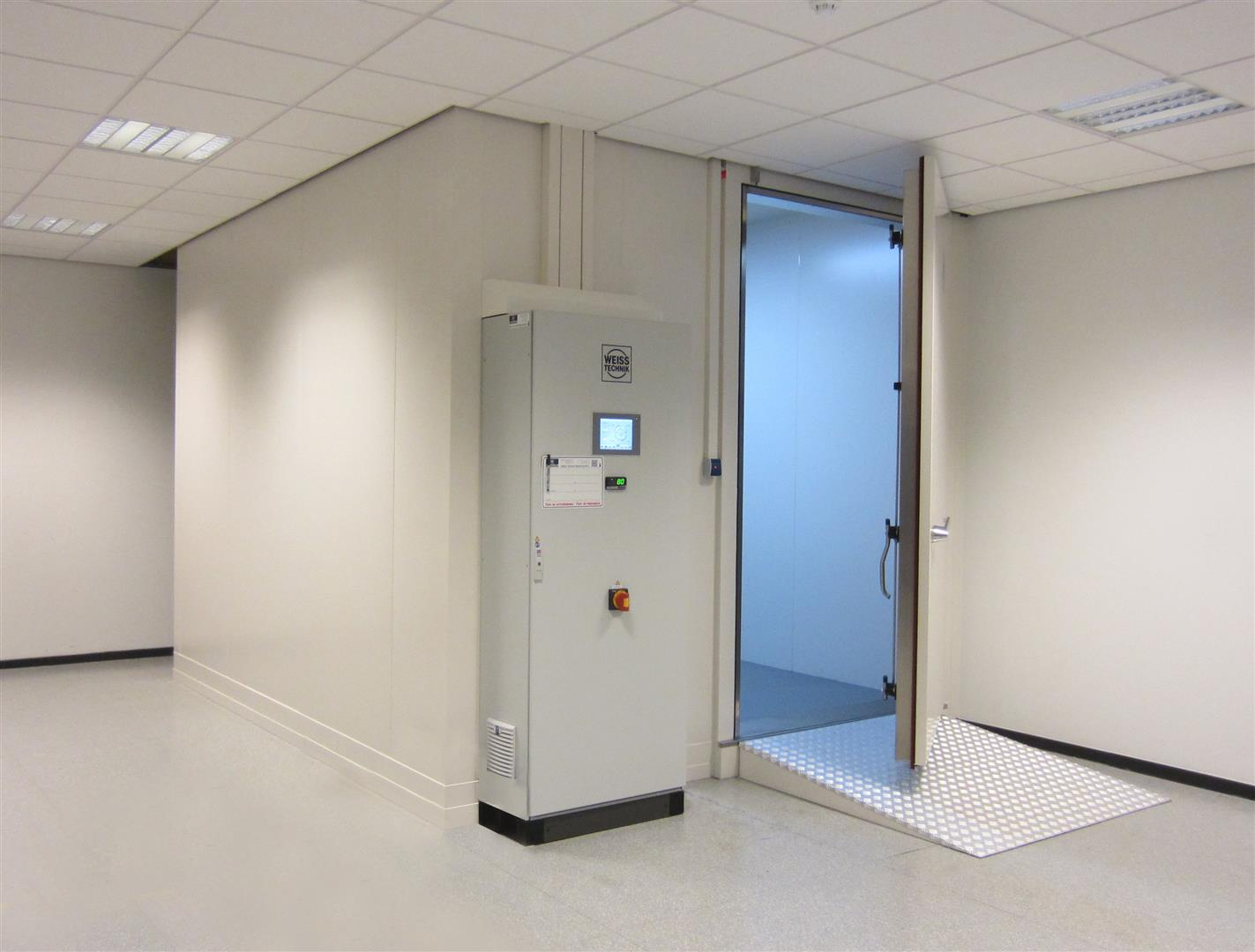
Een (kleine) klimaatkamer

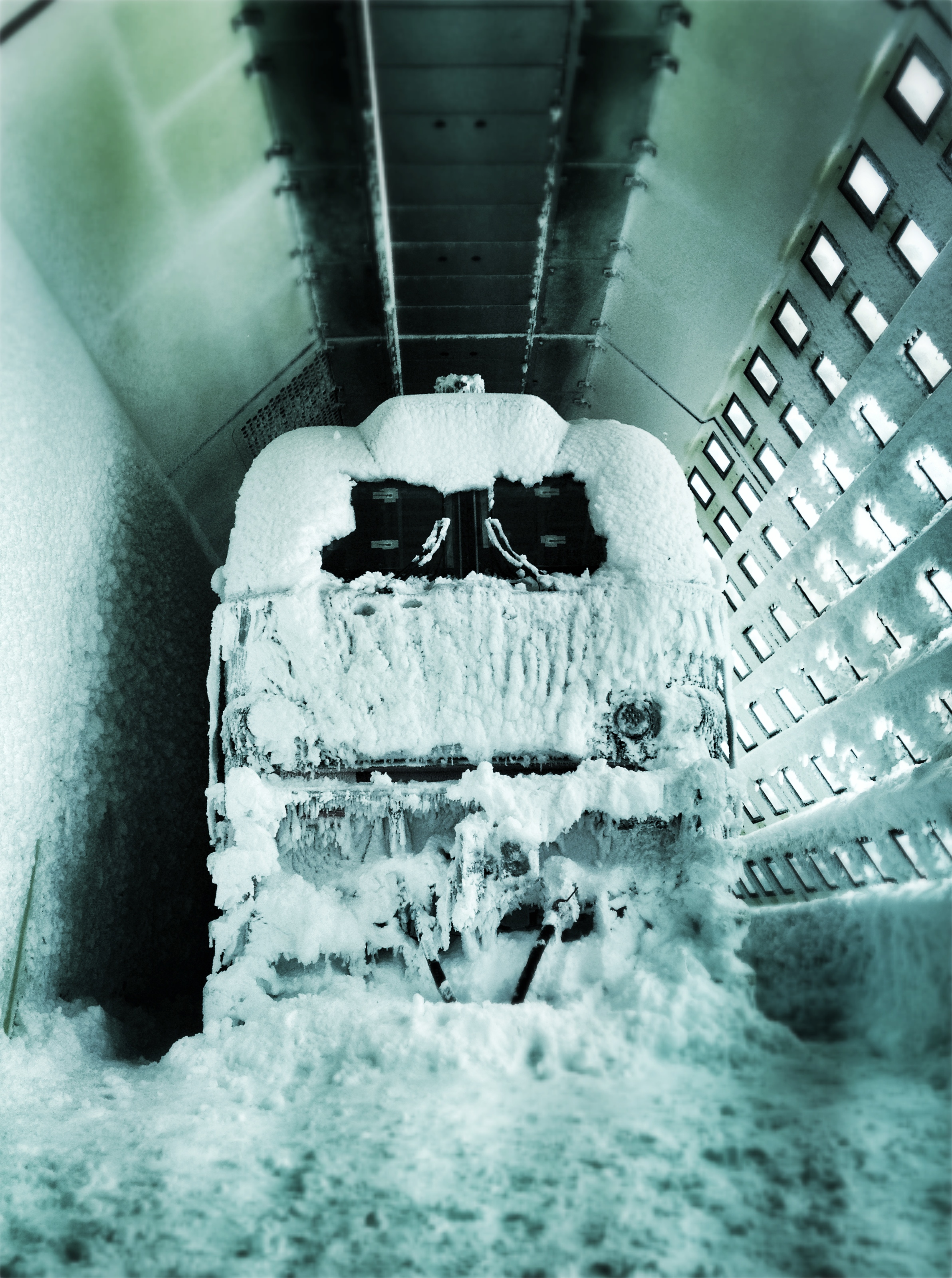
Een locomotief bij −50 °C

Een klimaatkamer wordt gebruikt voor het simuleren van klimaat, ook wel klimaatsimulatie genoemd, of opslag van producten op een specifieke conditie. Een klimaatkamer is eigenlijk een grote klimaatkast, met dat verschil dat een klimaatkamer speciaal gebouwd is voor grote voorwerpen of een grote hoeveelheid kleine voorwerpen.
De standaard klimaatkamer bestaat niet. Een klimaatkamer wordt altijd op maat gebouwd. Gangbare temperaturen die bereikt worden liggen tussen de −70 °C en 180 °C voor temperatuurtesten, en 10 °C tot 100 °C bij een vochtbereik van 10% rv tot 95% rv (relatieve luchtvochtigheid).
In een klimaatkamer worden doorgaans “grotere” producten geplaatst. Kleine producten worden vaak in groteren getale in een kamer geplaatst. Voorbeelden van producten die men in een klimaatkamer plaatst zijn:
- auto’s
- vrachtwagens
- schakelkasten (elektronica)
- accu’s
- medische apparatuur
- medicijnen
- (speciale) verpakkingen

## Opbouw van een klimaatkamer
Klimaatkamers zijn uniek vanwege de opbouw en de temperatuur- en vochthomogeniteit in de kamer. Hierdoor is een test reproduceerbaar, wat belangrijk is bij bijvoorbeeld reliability engineering. Een dergelijke reproduceerbaarheid komt voort uit een combinatie van de juiste componenten met een zeer nauwkeurige regeling. Dit is een combinatie die vaak onderschat wordt door “doorsnee” installateurs welk gewend zijn om een klimaatbeheersysteem voor gebouwen te bouwen, waardoor een kamer niet de gewenste nauwkeurigheden en bereiken krijgt in temperatuur en relatieve vochtigheid.

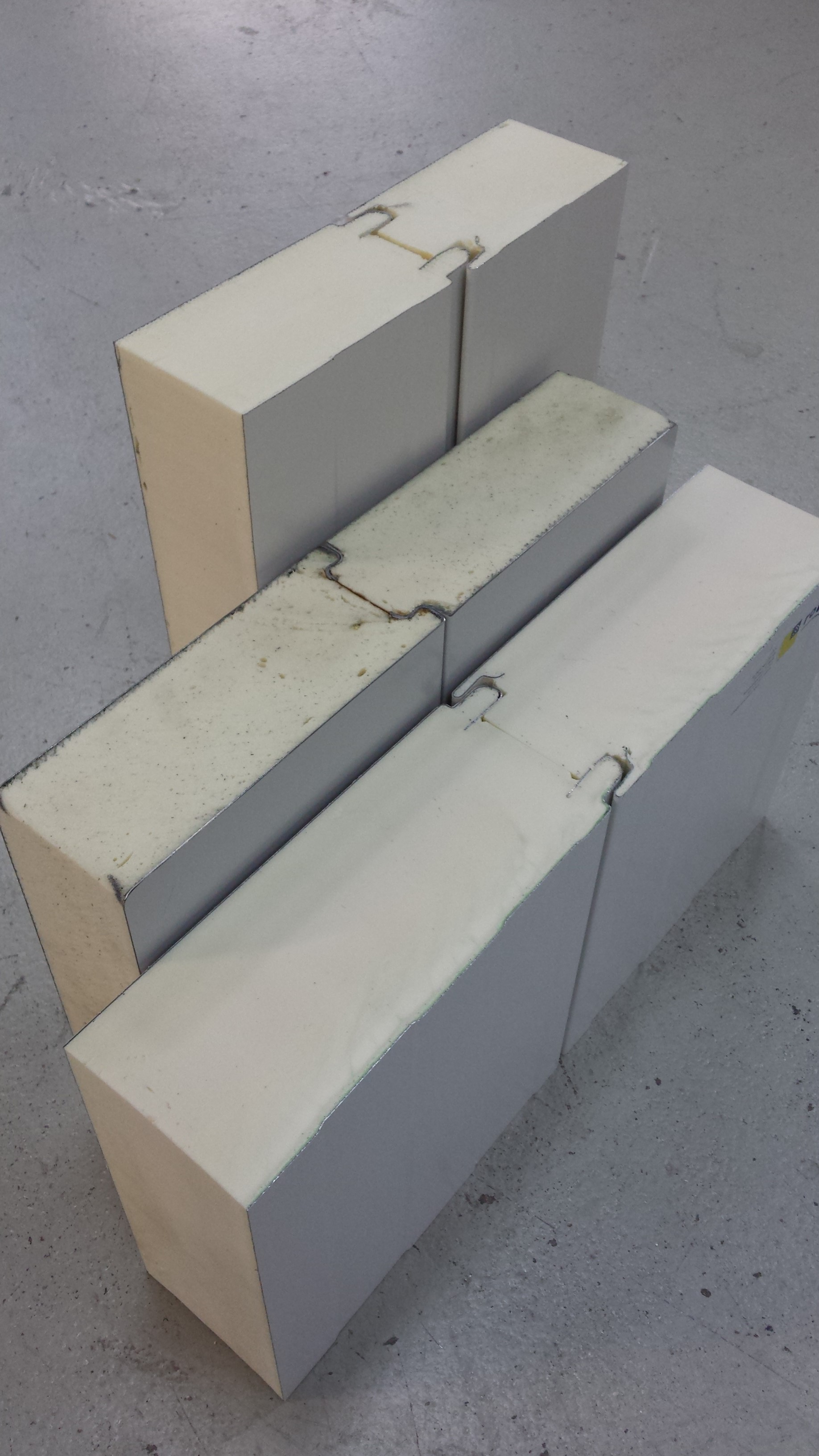
Isolatiepanelen voor klimaatkamer

Een klimaatkamer wordt modulair opgebouwd. De kamer zelf bestaat uit isolerende panelen. Afhankelijk van de type test zal een ander type paneel gebruikt worden. De relatieve vochtigheid en temperatuur worden geregeld via speciale sensoren en een regelsysteem. Deze sturen onderdelen aan zoals de luchtbehandeling en het koelaggregaat.
De luchtbehandeling bestaat doorgaans uit:
- ventilatoren voor de luchtcirculatie
- verwarming
- bevochtiger
- droger
- verdamper

Het koelaggregaat staat doorgaans direct buiten de kamer (naast of op het plafond).

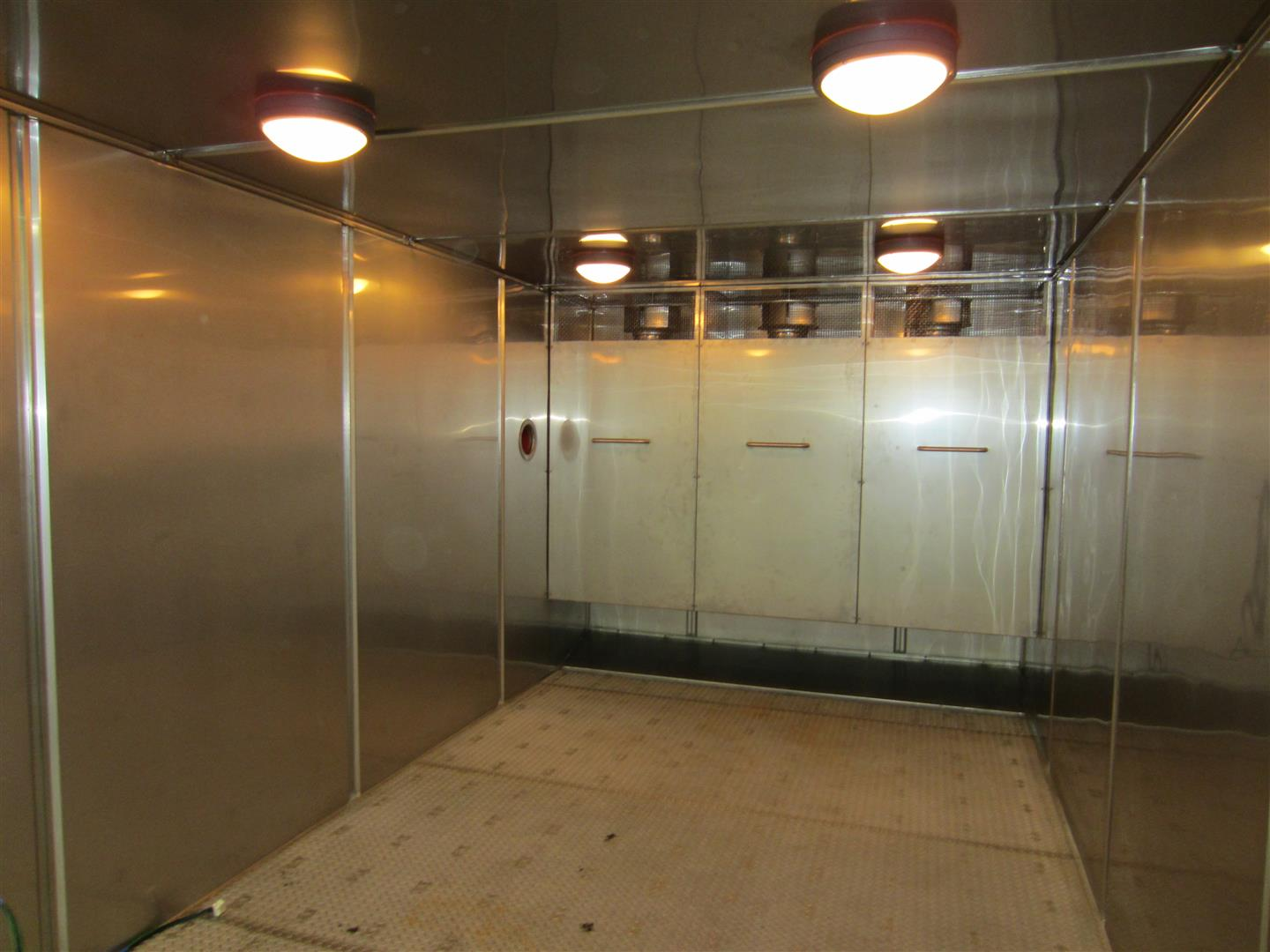
Binnenkant klimaatkamer